# Bokány Ádám
Bokány Ádám vagy Bokányi Ádám (szlovénül Adam Bokany) (megh.: 1714-ben, vagy azután) magyar evangélikus lelkész.
1687-től a somogyi Surd lelkésze, ahová a 18. század elején települtek a Mura vidékéről az ellenreformáció elől menekülő evangélikus szlovén (vend) családok. Küzmics István későbbi lelkész feljegyzése is igazolja, hogy volt a község lelkésze, 1694 körül ideiglenesen nemeskéri lelkipásztorként is szolgált.

Lelkészi hivatását huszonhét éven át ellátta, többször igen komoly hányattatásokat kellett elszenvednie neki és a híveinek. Az osztrák csapatok a Dunántúl területéről ekkor már szorították ki a törököket. 1690-ben, Kanizsa visszafoglalása után megindult a protestantizmus híveinek üldözése.
Bokányról 1714 után nincs adat, vagy meghalt, vagy eltávozott. A következő majdnem három évtizeden át csupán tanító működött Surdon.
Vilko Novak muravidéki szlovén kutató, író kézírás alapján azonosította be, hogy a régi martyánci énekeskönyv néhány vend nyelvű éneke Bokányhoz is kapcsolható. Ez persze nem jelentené azt, hogy szolgált volna azon a területen, de valószínű, hogy beszélte a szlovénok dialektusát.

## Külső hivatkozás
- Somogy Zalai Evangélikus Egyházmegye – SURDI EVANGÉLIKUS EGYHÁZKÖZSÉG
- PAYR SÁNDOR: A DUNÁNTÚLI EVANGÉLIKUS EGYHÁZKERÜLET TÖRTÉNETE
- Nemeskéri Evangélikus Egyházközség weboldala
- Vilko Novak: Martjanska pesmarica, ZALOŽBA ZRC. Ljubljana 1997. ISBN 961-6182-27-7